# Clarks Grove
Clarks Grove – miasto w Stanach Zjednoczonych, w stanie Minnesota, w hrabstwie Freeborn.